# Auferstehungskirche (Mainz)
Die Auferstehungskirche ist ein Kirchengebäude von baugeschichtlicher und städtebaulicher Bedeutung im Ortsbezirk Hartenberg-Münchfeld der rheinland-pfälzischen Landeshauptstadt Mainz. Das Bauwerk steht als Einzeldenkmal unter Denkmalschutz.

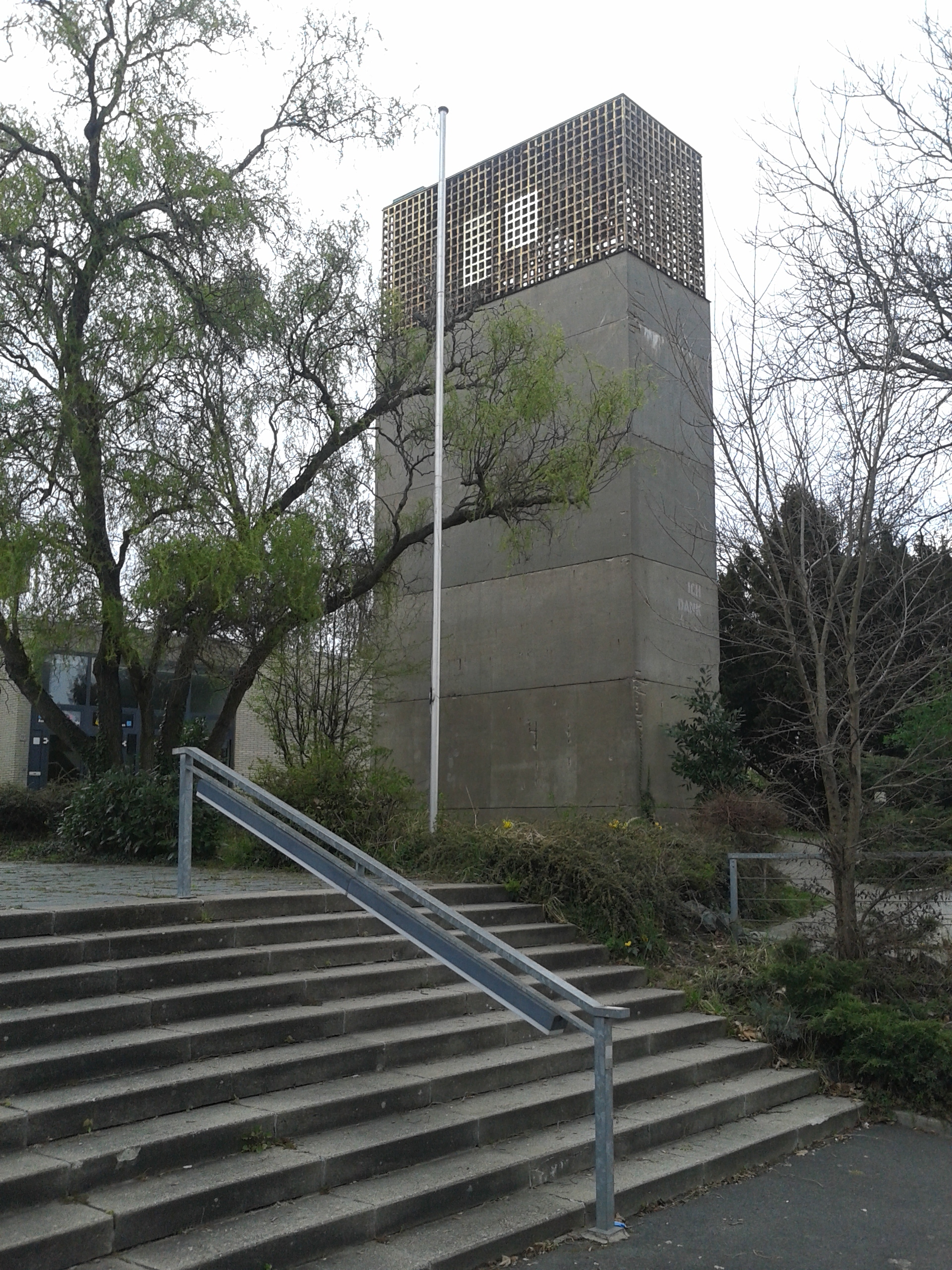
Glockenturm der Auferstehungskirche

## Lage

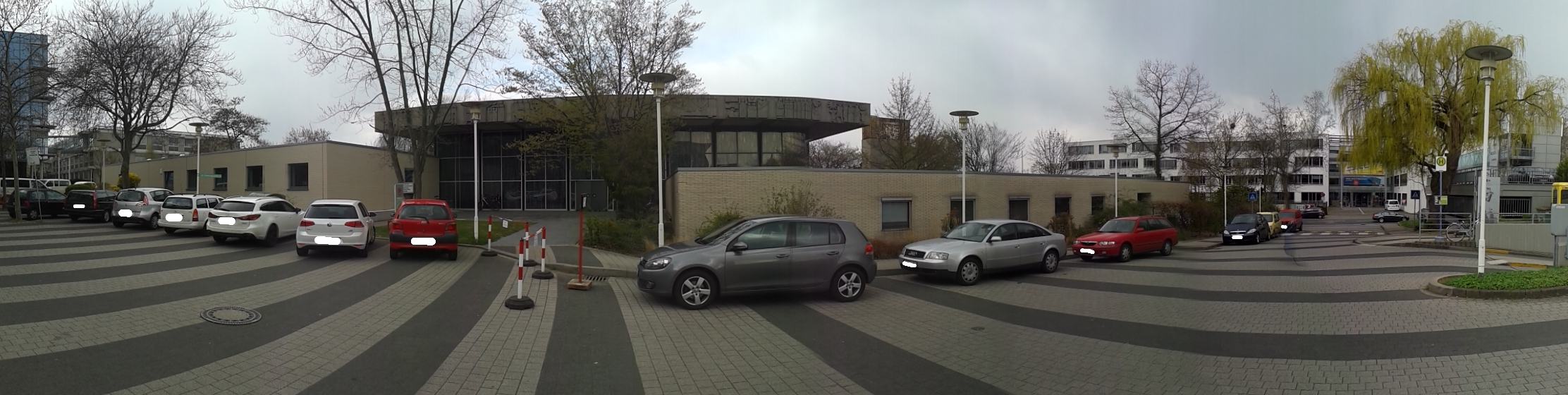
Blick auf das Gemeindezentrum und den Kindergarten

Die Kirche wird mit Gemeindezentrum, Pfarrhaus und Kindergarten an drei Seiten vom Landesfunkhaus des SWR eingeschlossen; in unmittelbarer Nachbarschaft befindet sich der alte Judensand. Die Adresse ist Am Fort Gonsenheim 151, die Gebäude grenzen auch an die Wallstraße.

## Geschichte
Ab Mitte der 1950er Jahre und in den 1960er und 1970er Jahren wurde auf dem Hartenberg und im Münchfeld massiv gebaut und Wohnraum geschaffen um die prekäre Wohnraumnot der Nachkriegszeit in der Mainzer Innenstadt zu beheben.
Im Zweiten Weltkrieg waren alle drei evangelischen Kirchen in Mainz zerstört worden. Die Notwendigkeit zur Errichtung einer weiteren evangelischen Kirche um die spirituellen Bedürfnisse der evangelischen Christen zu befriedigen wurde Mitte der 1950er Jahre wahrgenommen. Nach Ausschreibung eines Architektenwettbewerbs wurde der Entwurf von Hans-Joachim Lenz ausgewählt. Die Umsetzung erfolgte 1961 mit der Grundsteinlegung und am 11. November 1962 wurde die Auferstehungskirche durch den Kirchenpräsidenten Martin Niemöller eingeweiht. In einer Befragung hatten sich 70 % der Gemeindeglieder für die Auferstehung Jesu Christi einem zentralen Glaubensinhalt zur Benennung der Kirche und Gemeinde ausgesprochen.

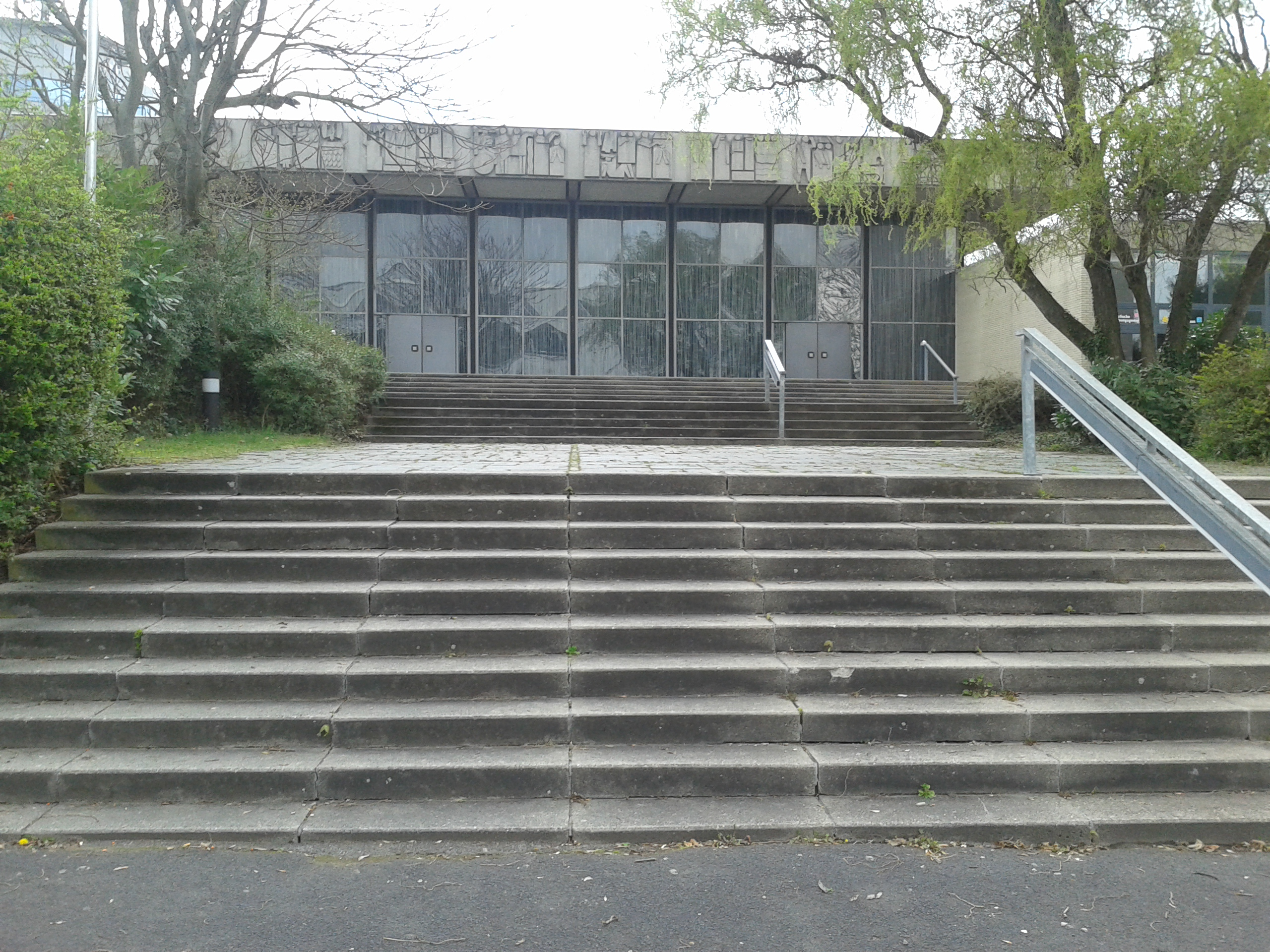
Eingangsbereich der Auferstehungskirche

## Bau und Ausstattung
Die Kirche liegt an einem nach Osten abfallenden Hang und ragt damit aus der Umgebung heraus. Die Baukubatur ist die eines Quaders aus allseitig hellem Sichtbeton, nirgends kaschiert, unverkennbar durch den Baustil der 1960er Jahre geprägt. Auch die weiteren Gebäude des Areals sind allesamt flachgedeckte Betonkuben. Neben dem Kirchengebäude befindet sich ein freistehender Campanile. Den äußerlichen Schmuck des Kirchengebäudes bildet ein umlaufender Betonfries am überkragenden Flachdach, 1961 gestaltet von Heinz Hemrich, der in vierzig Bildern biblische Geschichten erzählt. Vor der gläsernen Eingangsfront befindet sich eine Freitreppe.